# Dorfkirche Gollwitz (Rosenau)

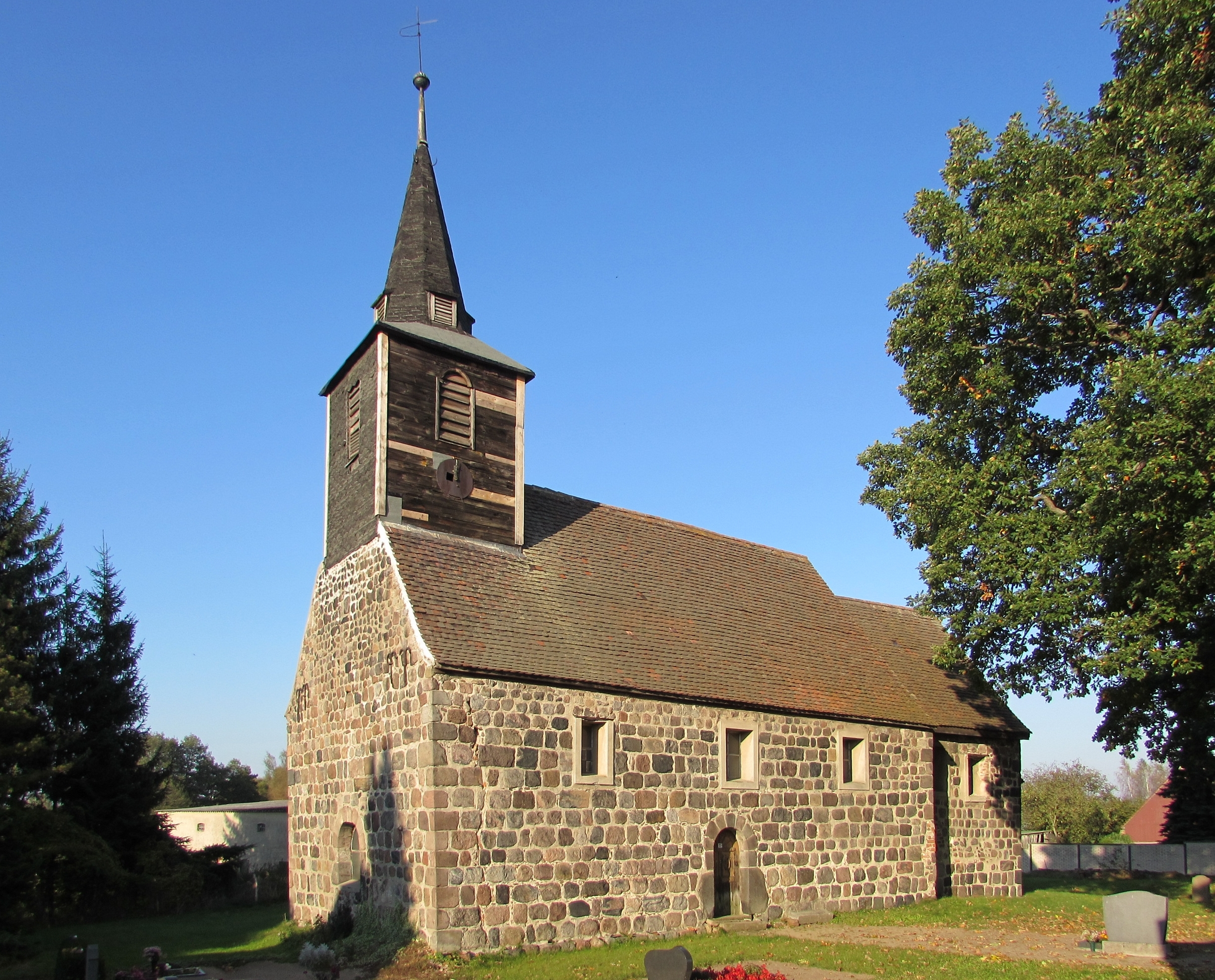
Die Gollwitzer Dorfkirche von Südwesten

Die Dorfkirche Gollwitz ist eine spätmittelalterliche Feldsteinkirche im zur Gemeinde Rosenau gehörenden Gemeindeteil Gollwitz. Sie ist eine Saalkirche und als Baudenkmal ausgewiesen. Die Kirche gehört zum Pfarramt Wusterwitz des evangelischen Kirchenkreises Elbe-Fläming der Evangelischen Kirche in Mitteldeutschland.

## Geschichte
Die Gollwitzer Dorfkirche wurde im 13. Jahrhundert aus behauenen Feldsteinen errichtet. Die Kirche erhielt dabei etwa die Abmessungen der naheliegenden Dorfkirche Warchau. Sie weist dabei die klassische Dreiteilung Kirchenschiff, Chor und Apsis auf. Um das Jahr 1700 wurde der Innenraum ausgestattet. Die Kirche erhielt einen reich verzierten barocken Kanzelaltar und Patronatsgestühl. 1878 wurde dem Schiff in Form eines Giebelreiters ein hölzerner Uhr- und Glockenturm aufgesetzt, nachdem der ursprüngliche Turm wohl einem Brand zum Opfer gefallen war. Vor dem Ersten Weltkrieg wurde eine Westempore errichtet und eine Orgel aufgestellt. Aus der gleichen Zeit stammt die Ausmalung des Innenraumes. 2012 wurden bei einem Sturm die Wetterfahne und 1970 am Turm angebrachte Pappschindeln abgerissen worden. Im darauf folgenden Jahr erfolgte eine Notsicherung des einsturzgefährdeten Turms. Im August 2015 erfolgte die Sanierung der stark beschädigten Holztür.

## Bauwerk
Kirchenschiff, Chor und Apsis sind aus Feldsteinen gemauert. Der ursprüngliche, rundbogige Gemeindezugang an der Westseite, wurde im unteren Teil mit Feldsteinen zugesetzt. Der Bogen wurde zu einem Fenster umgestaltet. Statt des Zugangs an der Westseite wurde ein Rundbogenportal auf der Südseite eingearbeitet. Die hölzerne Tür ist reich gestaltet. Die jeweils drei Fenster auf der Nord- und auf der Südseite des Schiffs sind zu Rechteckfenstern umgestaltet. Das mittlere Nordfenster ist dabei deutlich größer als die anderen fünf. Umrandet sind die Fenster mit schlicht verputzten Faschen.
Im Chor sind die Südfenster rechteckig, das östliche Nordfenster rund- und das westliche segmentbogig. Auch diese Fenster sind mit Faschen umrandet. Das vormalige Priesterportal war mehrfach umgebaut, zwischenzeitlich war es Zugang zum Patronatsgestühl, und schließlich ebenfalls zugesetzt worden. Von ehemals drei existiert noch eine Fensteröffnung in der halbrunden Apsis, die segmentbogig gestaltet ist.
Über dem westlichen Giebel des Kirchenschiffs wurde ein hölzerner Turmaufbau aufgesetzt. Das Holz ist marode, die nach Süden ausgerichtete Turmuhr ohne Funktion. Einem Zeltdach wurde ein achteckiger Turmhelm aufgesetzt. Die Kirchturmspitze markieren Turmkugel und Wetterfahne.
Die Dächer des Kirchenschiffs und des Chores sind schlichte Satteldächer. Sie sind mit roten Biberschwänzen eingedeckt. Am östlichen Giebel des Chores erkennt man ein Fachwerk, welches unverputzt und mit Lehm zugesetzt ist. Das ebenfalls mit Biberschwänzen eingedeckte Dach der halbrunden Apsis ist halbkegelig.

## Ausstattung

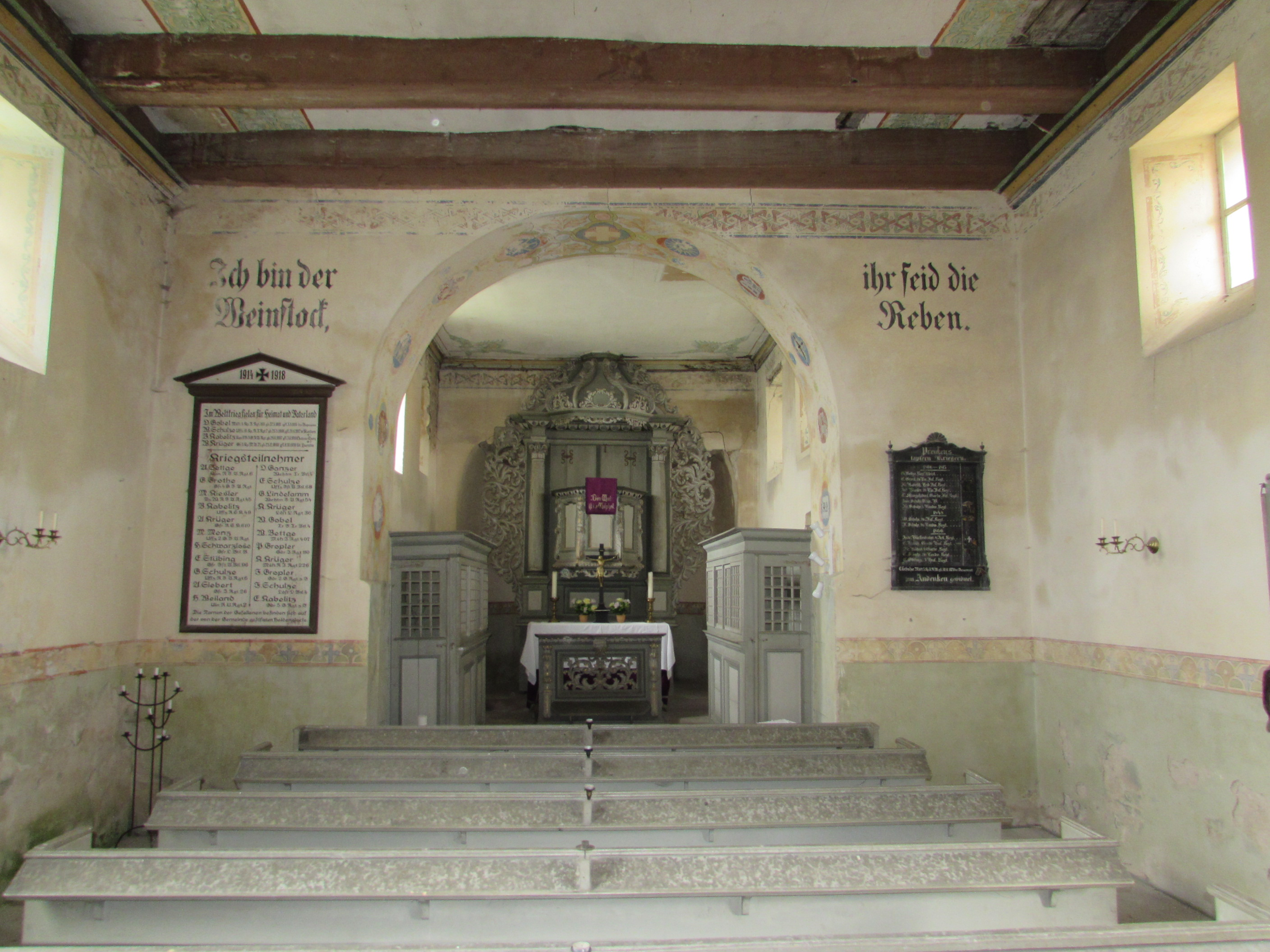
Blick vom Schiff in den Chor; erkennbar sind der Kanzelaltar und das Patronatsgestühl

Auffällig ist der barocke und reich gestaltete Kanzelaltar. Dieser wurde einer Inschrift entsprechend von einem M. Adam Bortfleisch, einem Tischler aus Stendal, am 26. Juni 1699 errichtet. Die Wände sind verputzt und mit Malereien verziert. Der Triumphbogen zwischen Schiff und Chor ist ebenfalls verziert. Eine zweiteilige Frakturschrift an der östlichen Wand des Schiffs beidseits des Triumphbogens lautet „Ich bin der Weinstock, ihr seid die Reben.“ Auf hölzernen Tafeln stehen die im Ersten Weltkrieg gefallenen Gemeindemitglieder vermerkt. Die Orgel auf der Westempore ist nicht funktionstüchtig. Sie wurde vom Orgelbaumeister E. Erdmann aus Neuhaldensleben gebaut. An der Nord- und an der Südseite des Chorraumes befindet sich das separierte Patronatsgestühl. Die Holzbalkendecke ist ebenfalls verputzt und farblich gestaltet.